# ATP Challenger Chuncheon
Das ATP Challenger Chuncheon (offiziell: Flea Market Cup) war ein Tennisturnier, das von 2005 bis 2009 jährlich stattfand. Von 2005 bis 2008 fand das Turnier in Busan, 2009 in Chuncheon, Südkorea statt. Es gehörte zur ATP Challenger Tour und wurde im Freien auf Hartplatz gespielt. Ivo Minář gewann als einziger Spieler im Einzel zweimal. Außerdem gelang Björn Phau je ein Titel in Einzel und Doppel sowie Ashley Fisher zwei Titel im Doppel.

## Liste der Sieger

### Einzel
| Austragungsort | Jahr | Sieger          | Finalgegner    | Ergebnis        |
| -------------- | ---- | --------------- | -------------- | --------------- |
| Chuncheon      | 2009 | Lu Yen-hsun     | Igor Sijsling  | 6:2, 6:3        |
| Busan          | 2008 | Ivo Minář (2)   | Alex Bogomolow | 6:1, 2:0 aufgg. |
| Busan          | 2007 | Ivo Minář (1)   | Viktor Troicki | 7:62, 6:77, 6:3 |
| Busan          | 2006 | Danai Udomchoke | Paul Goldstein | 6:2, 6:0        |
| Busan          | 2005 | Björn Phau      | Simon Greul    | 6:1, 6:2        |

### Doppel
| Austragungsort | Jahr | Sieger                           | Finalgegner                           | Ergebnis          |
| -------------- | ---- | -------------------------------- | ------------------------------------- | ----------------- |
| Chuncheon      | 2009 | Andis Juška Dmitri Sitak         | Lee Hsin-han Yang Tsung-hua           | 3:6, 6:3, 6:2     |
| Busan          | 2008 | Rik De Voest Ashley Fisher (2)   | Johan Brunström Jean-Julien Rojer     | 6:2, 2:6, [10:6]  |
| Busan          | 2007 | Rajeev Ram Bobby Reynolds        | Rik De Voest Pierre-Ludovic Duclos    | 6:0, 6:2          |
| Busan          | 2006 | Alexander Peya Björn Phau        | Sanchai Ratiwatana Sonchat Ratiwatana | 6:73, 6:3, [10:6] |
| Busan          | 2005 | Ashley Fisher (1) Tripp Phillips | Sanchai Ratiwatana Sonchat Ratiwatana | 7:5, 6:3          |